# Kvarteret Överkikaren

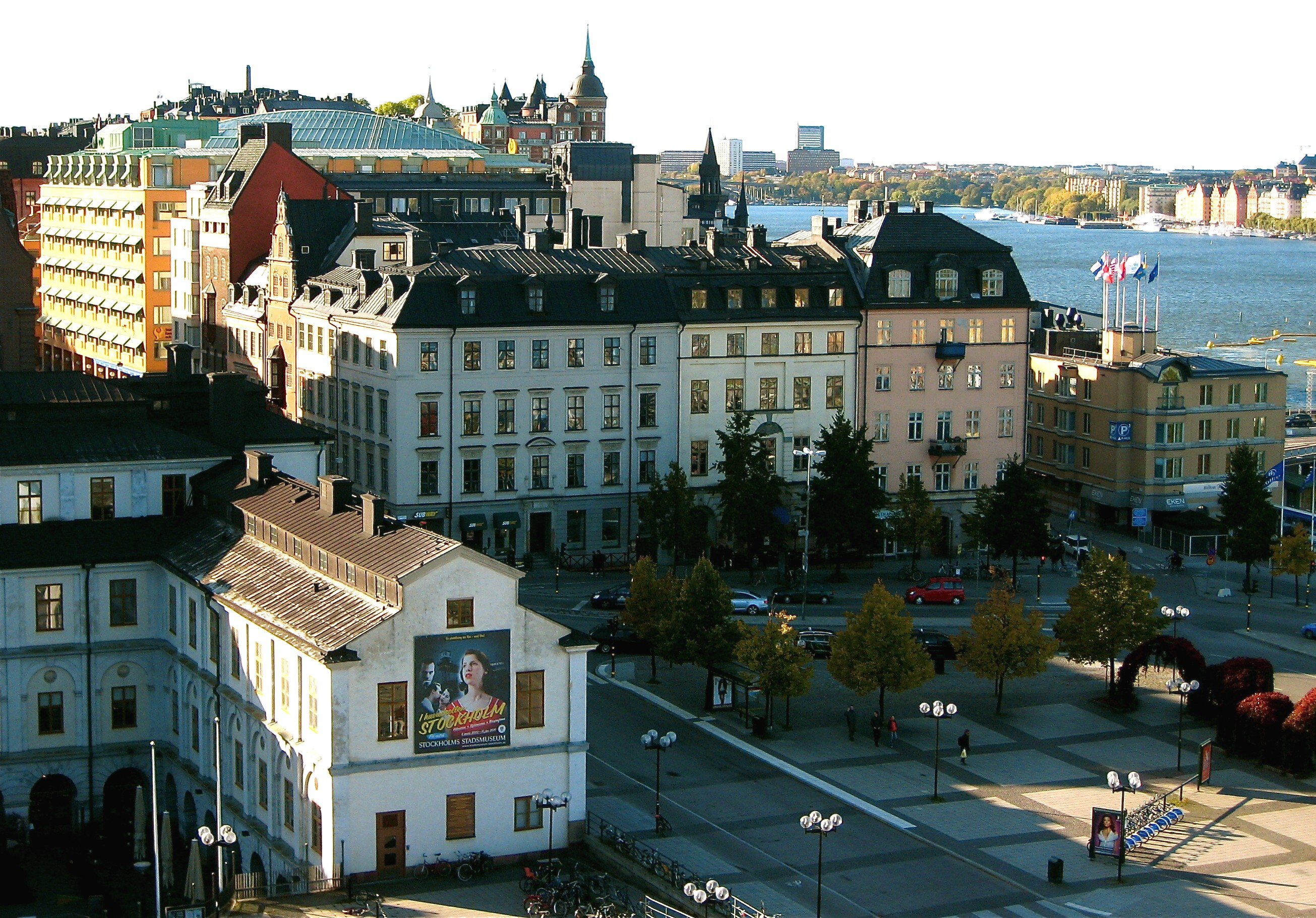
Överkikaren norr om Södermalmstorg, vy från Katarinahissen. I förgrunden till vänster syns byggnaden för Stadsmuseet i Stockholm, januari 2009.

Kvarteret Överkikaren ligger på norra Södermalm i centrala Stockholm. Kvarteret begränsas av Södermalmstorg i ost, Hornsgatan i syd och Pustegränd i väst. Mot norr ligger Centralbron, Söder Mälarstrand och Riddarfjärden samt bussdepån vid Guldfjärdsplan. Inom kvarteret återfinns några av Södermalms äldsta stenhus, som samtliga är q-märkta. Alla fastigheter inom kvarteret, utom Överkikaren 31, är blåmärkta av Stadsmuseet i Stockholm vilket innebär att bebyggelsen bedöms ha synnerligen höga kulturhistoriska värden.

## Historik

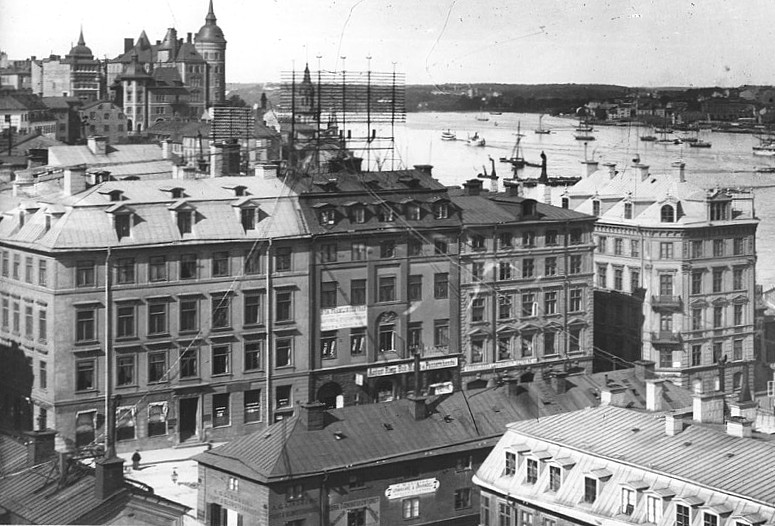
Överkikaren före 1913, Johan Skyttes hus är inte påbyggt än.

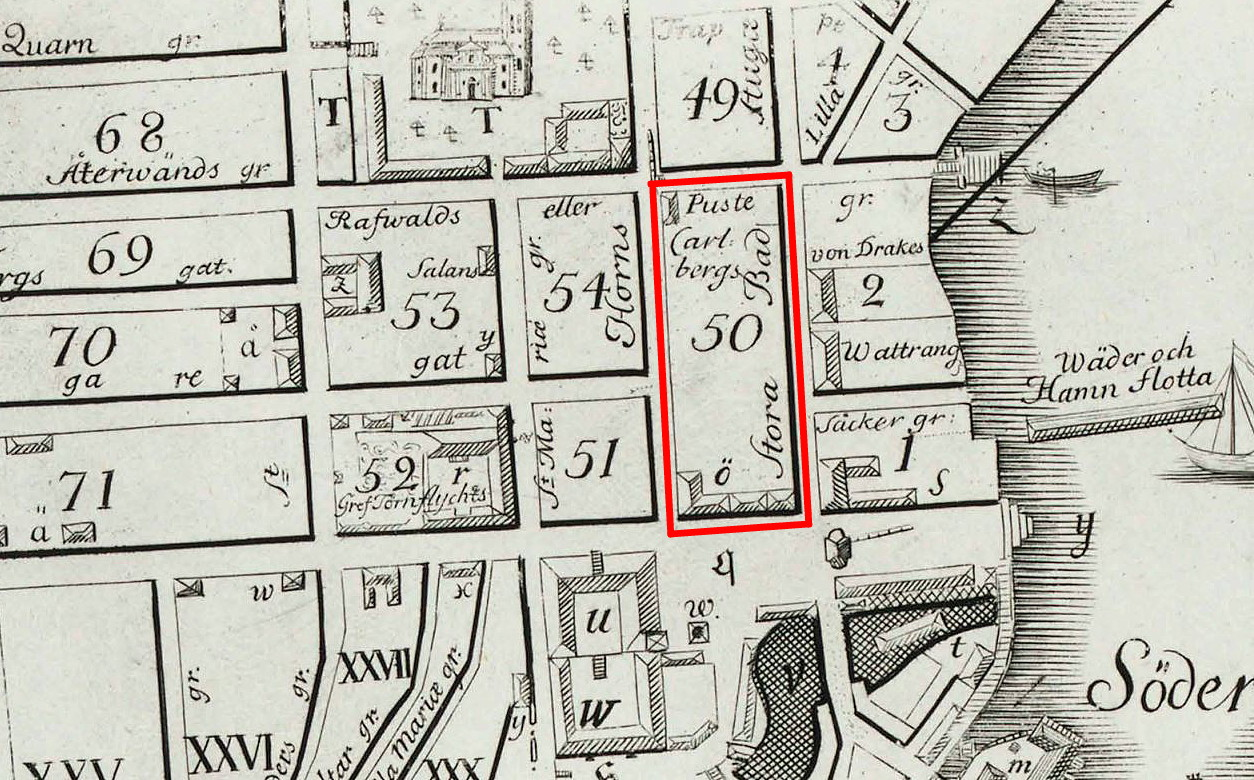
Petrus Tillæus karta från 1733. Norr är till höger

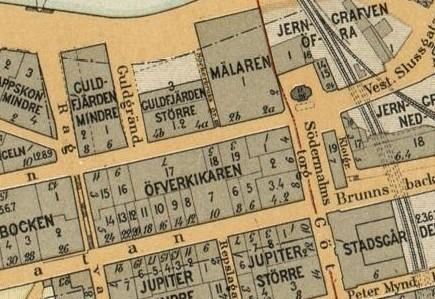
Alfred Bentzers karta, 1899.

Överkikaren är ett av Södermalms äldsta kvarter och är omnämnd första gången år 1648. På Petrus Tillæus karta från 1733 återfinns kvarteret med nr 50 (Öfwer kikaren), då hörde området norr om Överkikaren inte till kvarteret utan hade egna namn som Guldfjärden och Mälaren. Tillæus markerade även stadsarkitekten Johan Eberhard Carlbergs bostadshus vid Pustegränd på sin karta. 
På kartografen Alfred Bentzers karta över Stockholm från 1899 återfinns kvartersnamnen Guldfjärden Mindre, Guldfjärden Större, Mälaren och Öfverkikaren. Genom kvarteren löpte Brännkyrkagatan i ost-västlig riktning, ända fram till Södermalmstorg. Den delen av Brännkyrkagatan är sedan 1980-talet ersatt av Guldgränd och Guldfjärdsterrassen. Namnet Överkikaren är passande eftersom man härifrån hade och fortfarande har en vid överblick över Stockholm.
Inom kvarteret finns de äldsta bevarade stenhusen på Södermalm (bortsett från ett litet hus på Klevgränd 1c). De uppfördes i samband med Södermalms stadsplanering som började 1641 (se även Stormaktstidens första stadsplan). Då planlades Malmtorget (nuvarande Södermalmstorg) regelbundna form och härifrån drogs två gatusträckningar i rät vinkel till varann: Hornsgatan mot väst och Götgatan mot syd. Dessa skulle bli stommen i stadsplanen för Södermalm.
I samband med Mariabranden 1759 eldhärjades kvarteret svårt och nästa samtliga hus förstördes. Återuppbyggnaden av raden mot Södermalmstorg kom snabbt igång. Om Johan Skyttes hus stod i 1761 års brandförsäkring att "hus nr 1 åter uppbyggt efter 1759 års brand". Johan Eberhard Carlbergs hus i kvarterets västra del iståndsattes, utökades och nyinreddes av ägaren Johan Eberhard Carlberg.

## Södergatan och Tredje spåret
Kvarteret splittrades upp i flera delar genom rivningar på 1930- och 1950-talen i samband med Södergatans framdragande som blev till ett djupt dike genom Södermalms norra kvarter. Genom ny överbryggande bebyggelse som kom till på 1980-talet med bland annat byggnaden för Sveriges Kommuner och Landsting samt Hilton Stockholm Slussen läktes såret och Söderledstunneln under kvarteret anlades. På 1980-talet förbereddes även tunneln för det så kallade Tredje spåret, ett projekt som aldrig fullbordades och senare ersattes av Citybanan.

## Stockholms Stadsteater

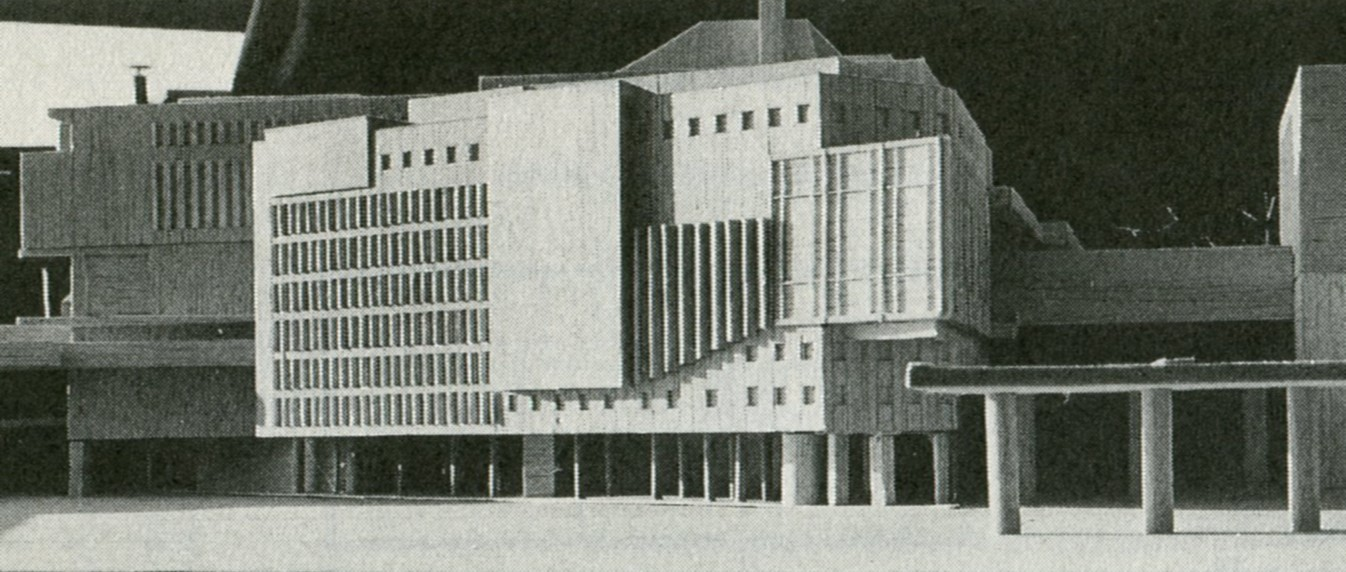
Sven Markelius' teaterförslag från 1960.

År 1956 beslöt Stockholms stadsfullmäktige att förlägga den nya byggnaden för Stockholms Stadsteater till kvarteret Överkikaren och gav Sven Markelius i uppdrag att rita anläggningen. Byggnaden skulle anordnas i norra delen av Överkikaren med fantastisk utsikt över Mälaren och Saltsjön. Betänkligt var dock att fem 1600-tals hus i kvarteret måste rivas. 
Markelius ritade en mycket stor anläggning med flera scener och en salong för upp till 1500 besökare samt repetitionslokaler, verkstäder, magasin och kansli. Fasaderna formgavs med vertikala fönster och fasadelement. När Markelius presenterade sitt förslag 1960 hade intresset svalnat och teatern kom så småningom att hamna i Kulturhuset. 1970-1971 återkom han med ytterligare ett förslag till teaterbyggnad i Överkikaren. Förslaget innebar ett 130 meter långt hus med fasader i koppar och glas över Söderleden, som arkitekten Leonie Geisendorf hyllade 1972 i tidskriften Arkitektur med orden: "Byggnaden är som ett finstämt musikinstrument...". 

## Bilder

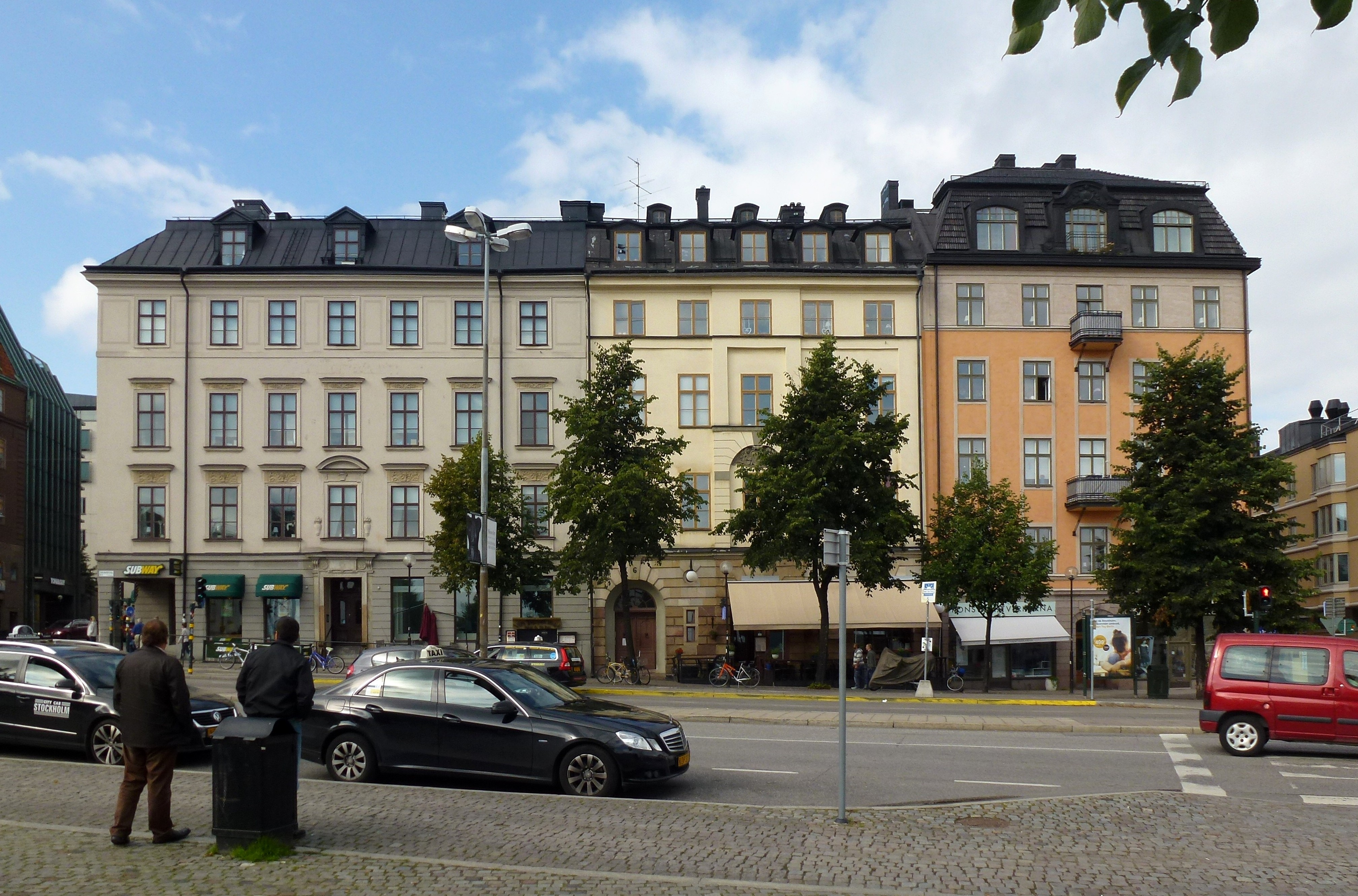
Överkikaren 34, 2 och 1 (från vänster)
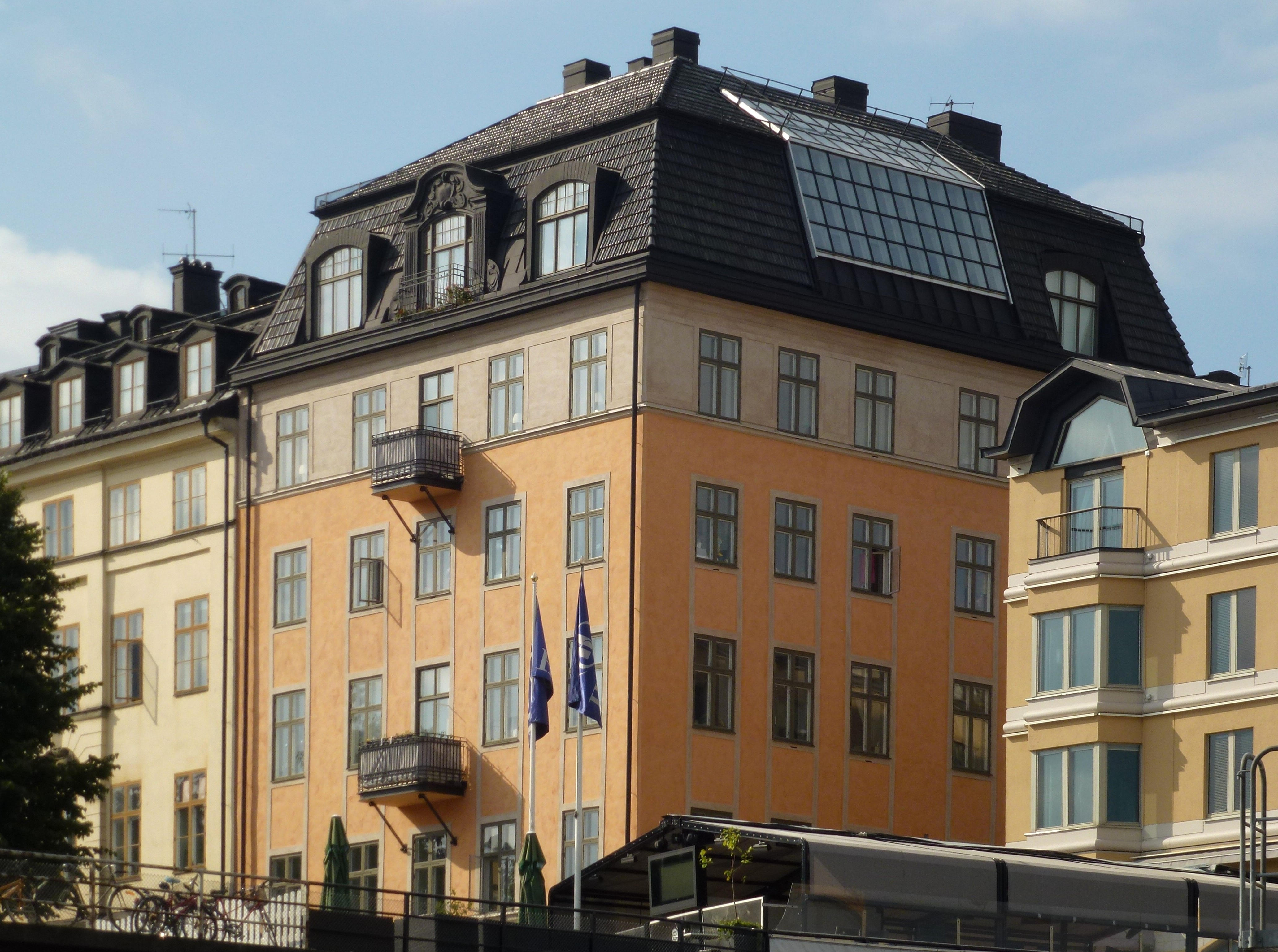
Överkikaren 1, Johan Skyttes hus
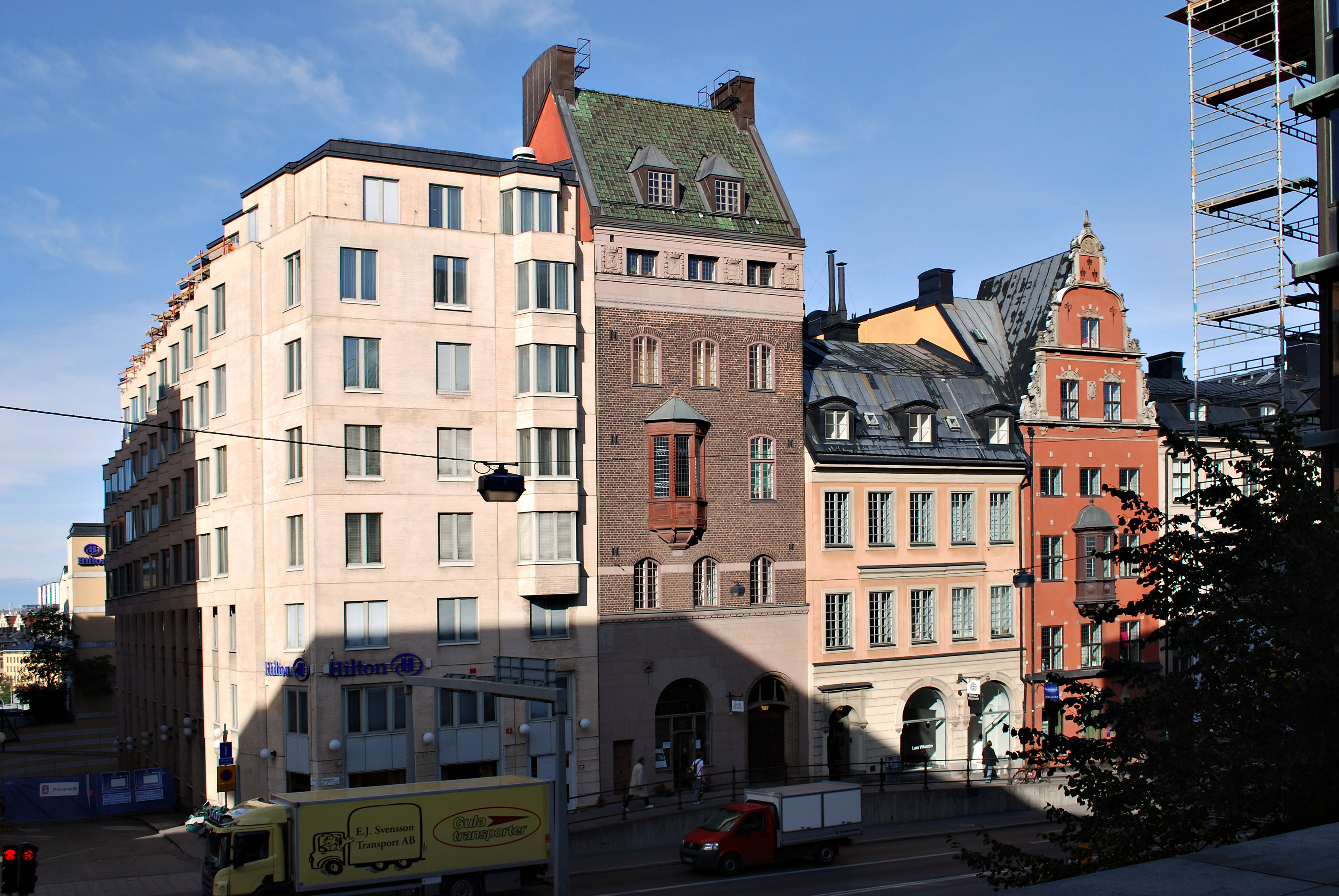
Överkikaren 31 till 34 (från vänster)
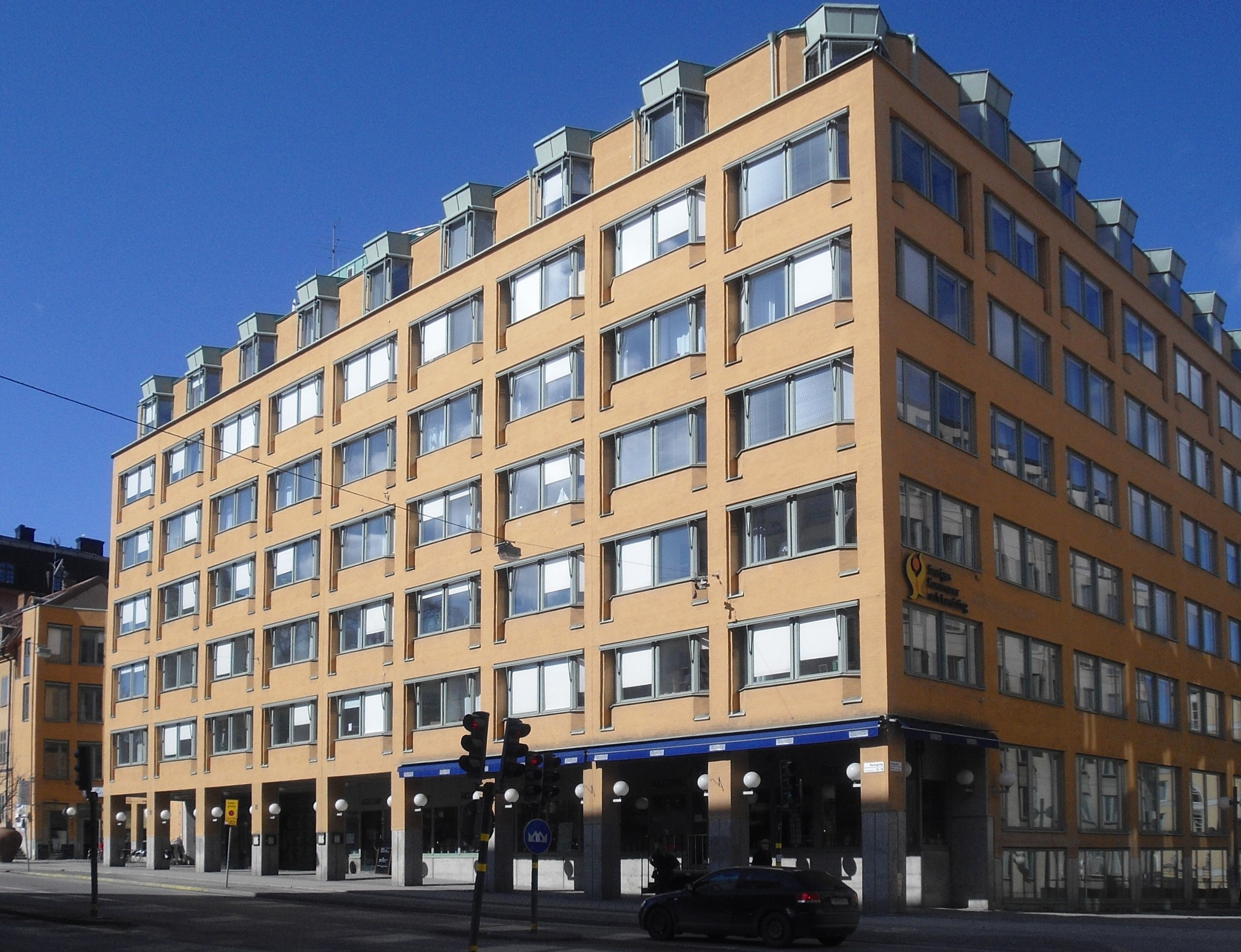
Överkikaren 30, Kontorsbyggnad för Sveriges Kommuner och Landsting
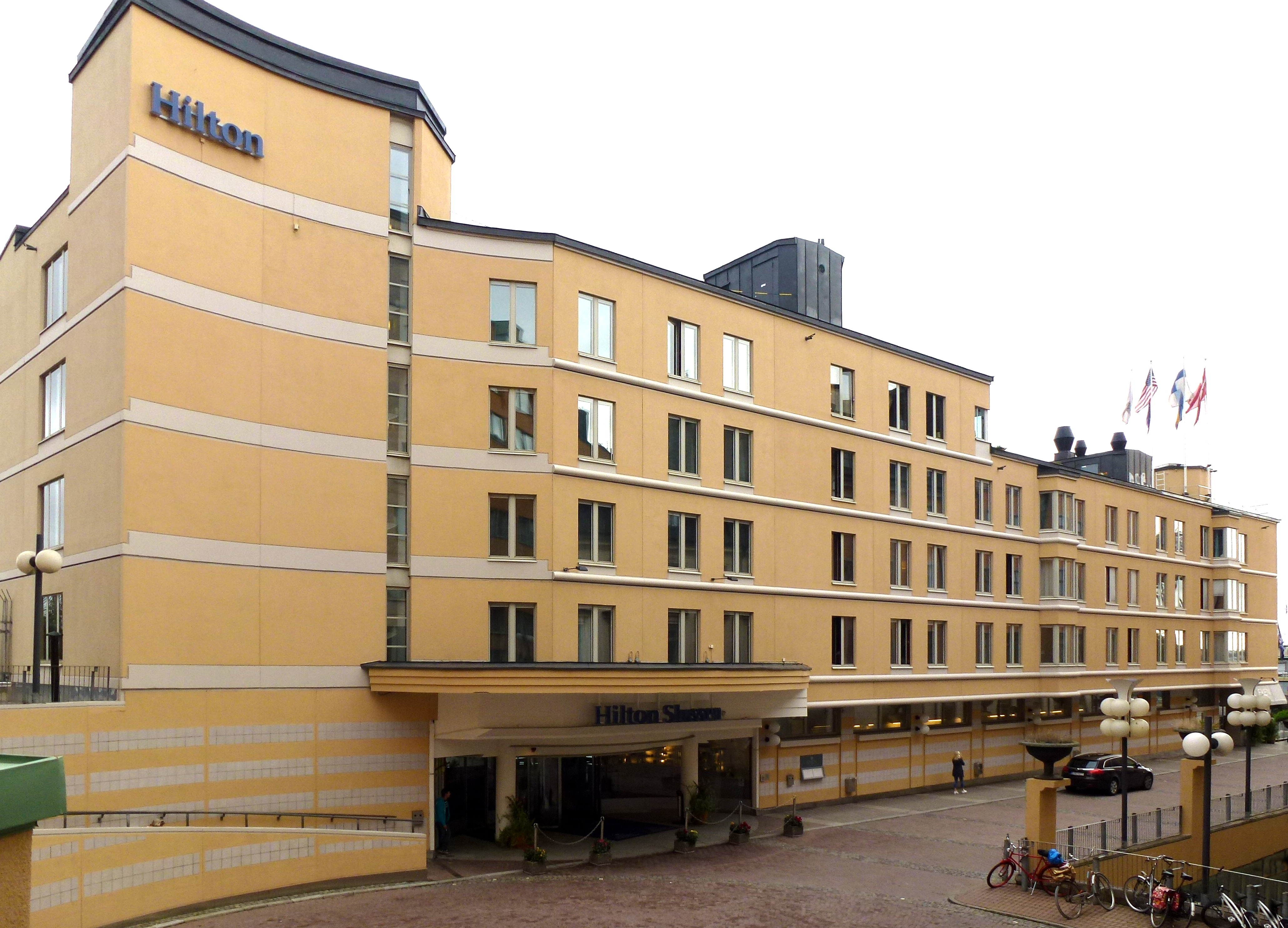
Överkikaren 31, Hilton Stockholm Slussen
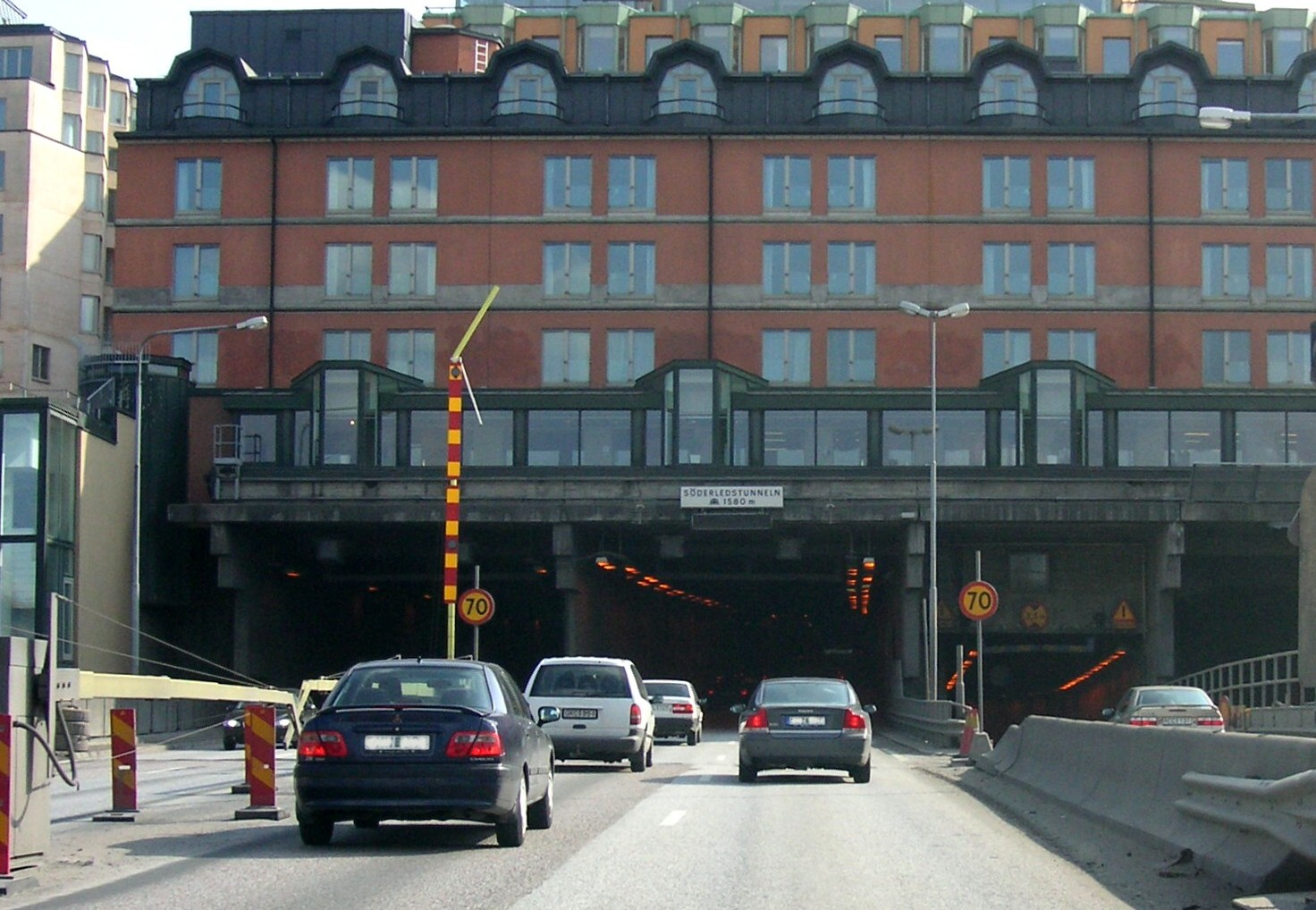
Överkikan 31, bebyggelsen not norr och över Söderledstunneln
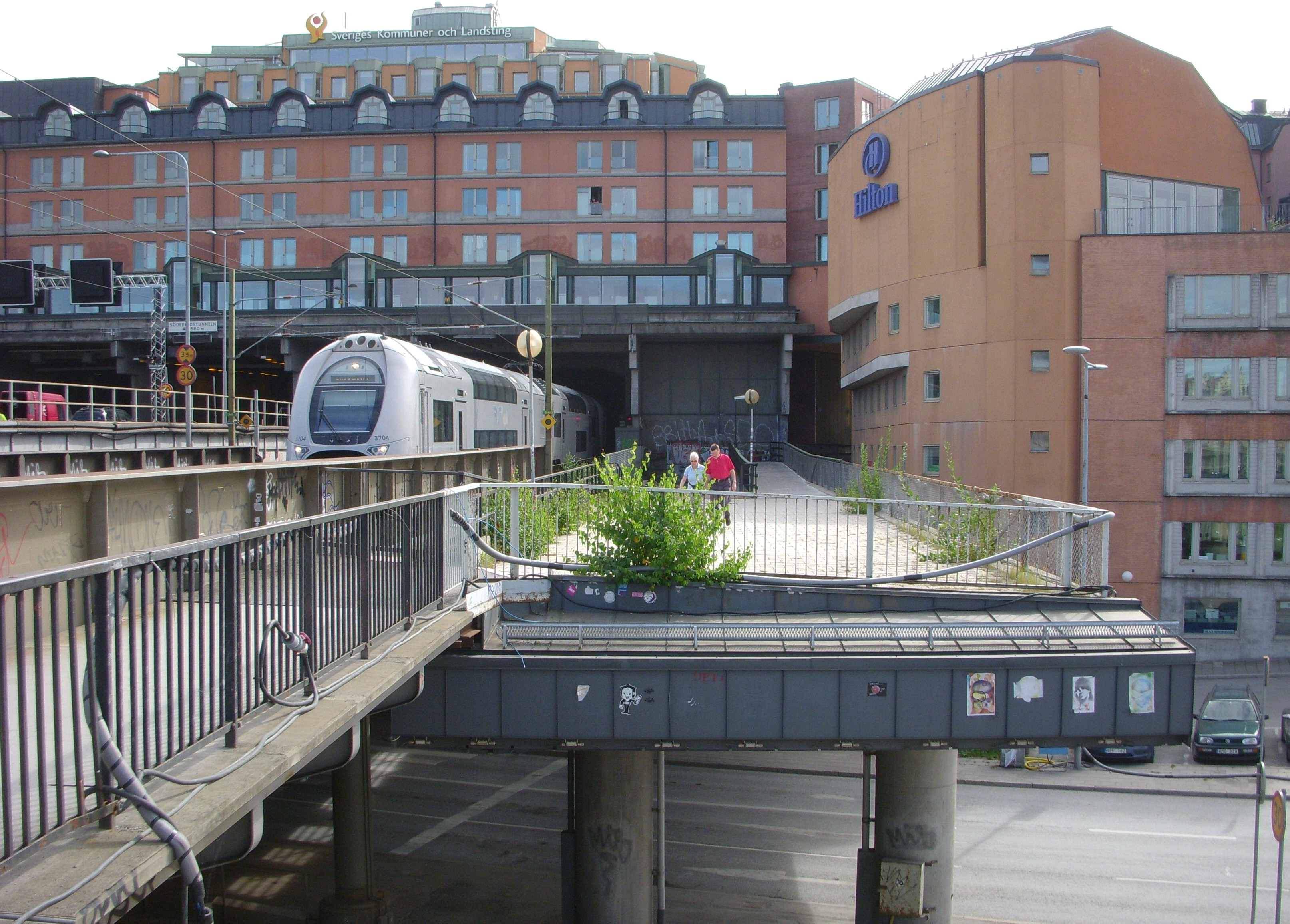
Överkikan 31, bebyggelsen över Tredje spåret
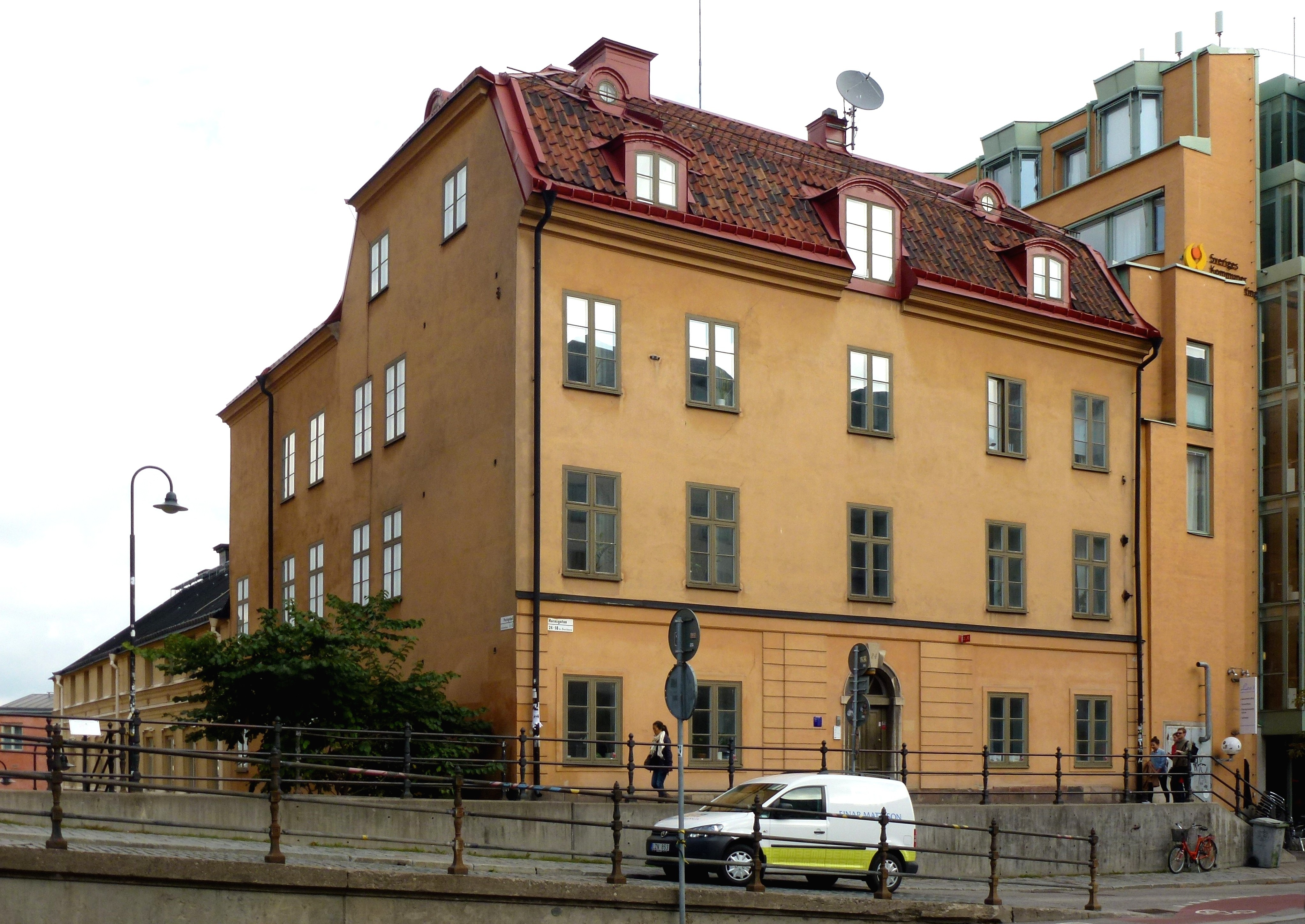
Överkikaren 24, Johan Eberhard Carlbergs hus

## Intressanta byggnader
Fastighetsbeteckningar anges enligt Stockholms stadsbyggnadskontors "Gällande planer".

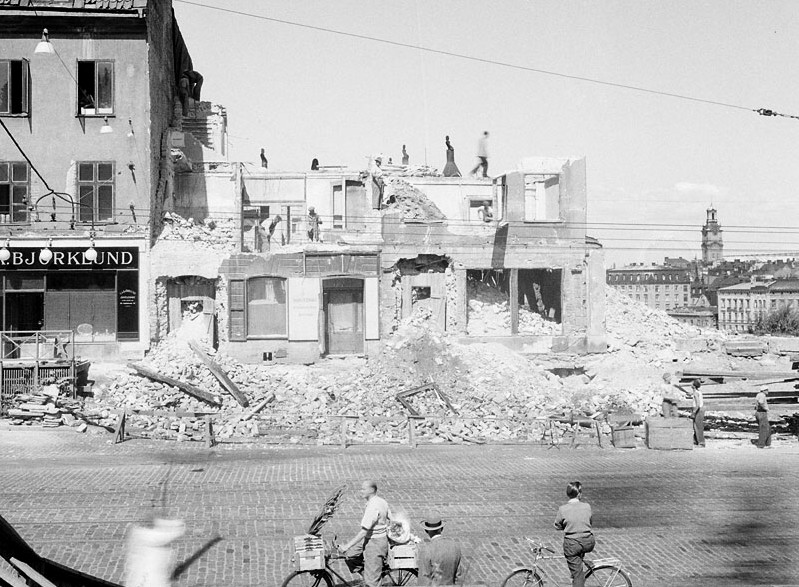
Rivningar i Överkikaren vid Hornsgatan för blivande Södergatan, 1950.

- Överkikaren 1 (Södermalmstorg 4): Johan Skyttes hus, uppfördes på 1640-talet för riksrådet Johan Skytte. Ateljévåningen disponerades av både Anders Zorn och Evert Taube. I huset hade under många år järnhandeln Julius Sjögren AB både kontor och butik.

- Överkikaren 2 (Södermalmstorg 6): Jacob Grundels hus, påbörjades på 1640-talet och fullbordades genom påbyggnad omkring 1670 efter arkitekt Johan Tobias Albinus' ritningar. Borgmästaren Jacob Grundel den äldre stod som ursprunglig beställare. År 1910 restaurerades huset under ledning av Ernst Stenhammar.

- Överkikaren 25 (hörnhuset Hornsgatan 24 / Pustegränd 1): Johan Eberhard Carlbergs hus  från 1731-32, ritat och byggt som sin privatbostad av Johan Eberhard Carlberg, stadsarkitekt i Stockholm åren 1727-1773. Efter branden i Maria församling 1759 återställde och nyinredde han huset. Den tredje våningen byggdes 1812. Huset renoverades 1986.[6]

- Överkikaren 30 (Hornsgatan 18-20): Kontorsbyggnad för Sveriges Kommuner och Landsting, som uppfördes åren 1984 till 1989 efter ritningar av K-konsult, arkitekt Mats Edholm. Huset utgör en del av överbyggnaden av dåvarande Södergatan (nuvarande Söderledstunneln).

- Överkikaren 31 omfattar kvarterets norra delar med utsikt över Riddarfjärden samt en kil mellan Överkikaren 30 och 32 fram till Hornsgatan. Området bebyggdes i början av 1980-talet och överbryggar Söderledstunneln. Här ligger bland annat hotell "Hilton Slussen" och här hade Sven Markelius planer på att Stockholms Stadsteater skulle byggas.[7]

- Överkikaren 32 (Hornsgatan 8): Uppfördes mellan åren 1907-1909 för Bankaktiebolaget Stockholm-Öfre Norrlands räkning med Ernst Stenhammar som arkitekt. Bottenvåningen är utförd i slät röd granit, och materialet går igen i de övre våningarna där naturstenen kontrasterar mot det handslagna mörka Helsingborgsteglet.

- Överkikaren 33 (Hornsgatan 6): Hade brunnit ner vid Mariabranden 1759, fastigheten inköptes i avbrunnet skick i maj 1760 av kontrollören Jonas Zachrisson Hult. Han lät bygga ett tre våningar högt stenhus med flygel in på gården och ett gårdshus i norr samt ett i öster. År 1762 förvärvade köpmannen Carl Nentvig fastigheten och fullföljde uppbyggnaden av huset. År 1771 ägdes det av sidenfabrikören Hans Magnus Furubom, som hade lager och försäljning av sina produkter i huset.[8]

- Överkikaren 34 (hörnhuset Södermalmstorg 8 / Hornsgatan 2-4): Hans Marschalcks hus, byggdes ursprungligen på 1640-talet för vinskänken Hans Marschalck och restaurerades 1907 i historiserande anda av arkitekt Alfred Danielsson-Bååk. I källaren Hornsgatan 4 finns resterna av värdshuset "Svanen" från början av 1600-talet. Byggnaden betraktas som ett av Södermalms bäst bevarade 1600-tals stenhus.[2]